# Kanton Fontaine-Sassenage
Kanton Fontaine-Sassenage (fr. Canton de Fontaine-Sassenage) je francouzský kanton v departementu Isère v regionu Rhône-Alpes. Skládá se ze čtyř obcí.

## Obce kantonu
- Fontaine (část)
- Noyarey
- Sassenage
- Veurey-Voroize